# ماسوتارس
ماسوتارس (به اسپانیایی: Masoteras) یک منطقهٔ مسکونی در اسپانیا است که در سگرا واقع شده‌است. ماسوتارس ۲۶٫۱ کیلومتر مربع مساحت دارد.